# World Games 2022/Teilnehmer (Georgien)
| Gelbes Symbol für Goldmedaillen mit stilisierten Olympischen Ringen | Graues Symbol für Silbermedaillen mit stilisierten Olympischen Ringen | Braundes Symbol für Bronzemedaillen mit stilisierten Olympischen Ringen |
| ------------------------------------------------------------------- | --------------------------------------------------------------------- | ----------------------------------------------------------------------- |
| —                                                                   | —                                                                     | —                                                                       |

Georgien nahm an den World Games 2022 mit einer Athletin teil. Diese startete jedoch bei keinem ihrer Wettkämpfe.

## Teilnehmer nach Sportarten

### Rhythmische Sportgymnastik
| Athleten              | Wettbewerb | Qualifikation | Qualifikation | Finale | Finale | Rang |
| Athleten              | Wettbewerb | Punkte        | Rang          | Punkte | Rang   | Rang |
| --------------------- | ---------- | ------------- | ------------- | ------ | ------ | ---- |
| Frauen                |            |               |               |        |        |      |
| Ketewan Arbolischwili | Ball       | DNS           | DNS           | DNS    | DNS    | DNS  |
| Ketewan Arbolischwili | Kegel      | DNS           | DNS           | DNS    | DNS    | DNS  |
| Ketewan Arbolischwili | Reifen     | DNS           | DNS           | DNS    | DNS    | DNS  |
| Ketewan Arbolischwili | Band       | DNS           | DNS           | DNS    | DNS    | DNS  |